# Associated Society of Locomotive Engineers and Firemen
De Associated Society of Locomotive Engineers and Firemen (ASLEF) is een Britse vakbond voor machinisten in de spoorwegen en de metro van Londen. De vakbond werd in 1880 gesticht en vertegenwoordigt 24.479 werknemers (2022). Mick Whelan is algemeen secretaris sinds 2011. ASLEF is aangesloten bij Trades Union Congress en is lid van Labour.